# The Stands
The Stands est un groupe britannique de rock, originaire de Liverpool, en Angleterre, actif entre 2002 et 2005. Le groupe se composait de l'auteur-compositeur-interprète Howie Payne, du guitariste Luke Thomson, du bassiste Dean Ravera et du batteur Steve Pilgrim.
Le groupe sort deux albums, avant que Pilgrim et Thomson ne quittent le groupe après la sortie du deuxième album. Le groupe tourne l'album avec le batteur Graeme Robinson et le guitariste Paul Molloy. Le groupe se sépare en novembre 2005, peu après s'être séparé de son label Echo Records. 

## Histoire
The Stands sont formés par Howie Payne en 2002 à la suite de la séparation du groupe The Big Kids, dirigé par Edgar Jones, pour lequel Payne jouait la guitare solo. Les premiers concerts locaux comprenaient une équipe de musiciens, dont les frères Sean Payne et Russell Pritchard (tous deux anciens membres de The Big Kids et plus tard de The Zutons) et le musicien de studio Martyn Campbell. Payne commence alors à mettre en place un groupe plus permanent et recrute un auteur-compositeur-interprète acoustique local Steve Pilgrim à la batterie et Luke Thomson à la guitare. Le trio, accompagné de Campbell à la basse, enregistre une sélection de démos aux Parr St Studios de Liverpool, qui auraient été financées par Payne qui fait la tournée des Zutons lors de la première tournée au Royaume-Uni.
Au printemps 2003, le groupe signe chez Echo Records et commence à enregistrer son premier album au studio d'enregistrement Wheeler End de Noel Gallagher. Au milieu de l'enregistrement, le groupe rejoint Jet pour sa tournée Get Born au Royaume-Uni et en Europe. Les deux groupes se lient d'amitié et Jet les invite à se joindre à eux lors de leur tournée de retour en Australie. Le groupe sort son premier single When this River Rolls Over You en août 2003 et le single suivant I Need You en octobre 2003. Le premier album du groupe, All Years Leaving, sort en février 2004 et est entre dans le UK Albums Chart à la 28e place. L'album produit trois singles classés dans le Top 40 du UK Singles Chart. Gallagher et Bill Ryder-Jones, guitariste de Coral, apparaissent sur l'album
Au cours de l'été 2005, le groupe Chrysalis annonce une restructuration du label Echo après avoir annoncé une perte de plus de 2 millions de livres sterling, ce qui entraîne un changement de direction au sein du label et l'abandon de plusieurs de ses membres, dont I Am Kloot, Black Rebel Motorcycle Club et The Stands. Le deuxième album du groupe, Horse Fabulous, sort deux semaines avant cette annonce et il est probable que les changements aient affecté la promotion de l'album. Sans contrat avec un label, The Stands entame une quatrième tournée au Royaume-Uni en septembre 2005, qui s'achève par un dernier concert à la Carling Academy Islington, à Londres. Le groupe se sépare en novembre 2005, peu après leur dernier concert dans le cadre de la campagne Love Music Hate Racism en mémoire de l'écolier assassiné Anthony Walker à l'université de Liverpool le jeudi 27 octobre 2005.

## Discographie

### Albums studio
- 2004 : All Years Leaving (28e place des charts britanniques[9])
- 2005 : Horse Fabulous (62e place des charts britanniques[9])

### Singles
- 2003 : When This River Rolls Over You (32e place des charts britanniques[9])
- 2003 : I Need You (39e place des charts britanniques[9])
- 2004 : Here She Comes Again (25e place des charts britanniques[9])
- 2004 : Outside Your Door (49e place des charts britanniques[9])
- 2005 : Do It Like You Like (28e place des charts britanniques[9])
- 2005 : When the Night Falls In (annulé)